# Nikita Czuwakow
Nikita Jemieljanowicz Czuwakow (ros. Никита Емельянович Чуваков, ur. 3 marca?/16 marca 1901 we wsi Darowoje w guberni tulskiej, zm. 27 grudnia 1965 w Moskwie) – radziecki generał porucznik, Bohater Związku Radzieckiego (1943).

## Życiorys
Pracował w zakładzie metalurgicznym w Moskwie, podczas rewolucji październikowej w 1917 jako członek Związku Robotniczej Młodzieży „III Międzynarodówka” brał udział w walkach z junkrami na ulicach Moskwy, w 1918 został członkiem RKP(b). Od stycznia 1919 służył w Armii Czerwonej, w październiku 1919 skończył kursy piechoty w Moskwie i potem brał udział w wojnie domowej na Froncie Wschodnim i Froncie Zachodnim jako pomocnik dowódcy kompanii, uczestniczył w zajmowaniu przez czerwonych Permu i Kunguru. Od czerwca 1920 brał udział w wojnie z Polską, był dwukrotnie ranny. W październiku 1920 został skierowany na wyższe kursy wojskowe, w marcu 1921 jako kursant uczestniczył w likwidacji powstania w Kronsztadzie, w 1923 ukończył Wyższą Szkołę Wojskowo-Pedagogiczną w Moskwie i został wykładowcą taktyki na dowódczych kursach piechoty i w szkole piechoty im. Lenina. W czerwcu 1928 ukończył Akademię Wojskową im. Frunzego i został dowódcą pułku w Leningradzkim Okręgu Wojskowym, a w marcu 1929 wykładowcą w szkole wojskowej w Leningradzie, później pracownikiem sztabu Leningradzkiego Okręgu Wojskowego, od grudnia 1931 do lutego 1935 był szefem sztabu i p.o. dowódcy 85 Dywizji Piechoty w Nadwołżańskim Okręgu Wojskowym. Od lutego 1935 do lutego 1936 był szefem sztabu 56 Moskiewskiej Dywizji Piechoty w Pskowie, od lutego 1936 do listopada 1938 zastępcą szefa sztabu Północnokaukaskiego Okręgu Wojskowego, od listopada 1938 do czerwca 1940 szefem sztabu 6 Korpusu Piechoty w Odessie, potem zastępcą szefa sztabu Charkowskiego Okręgu Wojskowego. W 1939 otrzymał stopień kombriga, a w 1940 generała majora, w sierpniu 1940 został naczelnikiem wyższej specjalnej szkoły Sztabu Generalnego Armii Czerwonej.
Od listopada 1941 walczył w wojnie z Niemcami, od stycznia do sierpnia 1942 był zastępcą dowódcy 12 Armii Frontu Południowego, potem dowódcą 236 Dywizji Piechoty Frontu Północno-Kaukaskiego i od marca 1943 do lipca 1944 dowódcą 23 Korpusu Piechoty 47/38/70 Armii Frontu Woroneskiego/1 Ukraińskiego. Od lipca do grudnia 1944 dowodził 35 Korpusem Piechoty 3 Armii 2 Frontu Białoruskiego, potem 18 Korpusem Piechoty 65 Armii 2 Frontu Białoruskiego, walczył na Froncie Południowo-Zachodnim, Południowym, Północno-Kaukaskim, Zakaukaskim, ponownie Północno-Kaukaskim, Stepowym, Woroneskim, 1 Ukraińskim i 2 Białoruskim, w kwietniu 1945 otrzymał stopień generała porucznika. Brał udział w obronie Donbasu, Północnego Kaukazu, walkach pod Tuapse, wyzwoleniu Krasnodaru, wyzwoleniu Ukrainy Lewobrzeżnej, forsowaniu Dniepru i uchwyceniu przyczółka, wyzwoleniu Żytomierza, operacji proskurowsko-czerniowieckiej i białoruskiej, zajmowaniu Nowogródka, Białegostoku, Zabłudowa, Ostrołęki, forsowaniu Narwi, zajęciu Olsztyna, Elbląga, Gdańska, Szczecina i Rostocku. Szczególnie wyróżnił się podczas forsowania Dniepru w rejonie Kaniowa 25 września 1943. Po wojnie dowodził 18 Korpusem Piechoty w Północnej Grupie Wojsk w Polsce, a od lutego 1946 do kwietnia 1948 132 Korpusem Piechoty tamże, następnie został szefem Zarządu Przysposobienia Bojowego i Fizycznego Grupy Wojsk Radzieckich w Niemczech, w 1951 ukończył Wyższe Kursy Akademickie przy Wyższej Akademii Wojskowej im. Woroszyłowa i został szefem jednego z departamentów Głównego Zarządu Przysposobienia Bojowego i Fizycznego Wojsk Lądowych w Ministerstwie Obrony ZSRR, w czerwcu 1958 został zwolniony do rezerwy. W latach 1947–1951 był deputowanym do Rady Najwyższej Białoruskiej SRR 2 kadencji. Został pochowany na Cmentarzu Nowodziewiczym.

## Odznaczenia
- Złota Gwiazda Bohatera Związku Radzieckiego (25 października 1943)
- Order Lenina (dwukrotnie - 25 października 1943 i 21 lutego 1945)
- Order Czerwonego Sztandaru (pięciokrotnie - 1921, 1943, 3 listopada 1944, 1945 i 15 listopada 1950)
- Order Bohdana Chmielnickiego (ZSRR) I klasy (1945)
- Order Kutuzowa II klasy (1944)
- Medal jubileuszowy „XX lat Robotniczo-Chłopskiej Armii Czerwonej”
- Medal „Za obronę Kaukazu”
- Medal „Za wyzwolenie Warszawy”
- Medal „Za zwycięstwo nad Niemcami w Wielkiej Wojnie Ojczyźnianej 1941–1945”

I 4 polskie ordery i medale.